# Championnat d'Océanie de football des moins de 20 ans 2008
Navigation
Nouvelle-Zélande 2007 Nouvelle-Zélande 2011
Le championnat d'Océanie de football des moins de 20 ans 2008 est la dix-septième édition du championnat d'Océanie de football des moins de 20 ans qui a eu lieu à Papeete, à Tahiti du 14 au 18 décembre 2008. L'équipe de Nouvelle-Zélande, championne d'Océanie, remet son titre en jeu. Le vainqueur obtient une qualification automatique pour la prochaine Coupe du monde des moins de 20 ans, qui aura lieu en Égypte durant l'été 2009. 
C'est l'équipe hôte du tournoi, Tahiti, qui remporte la compétition et obtient une qualification historique pour le tournoi mondial.

## Équipes participantes
- Tahiti - Organisateur
- Nouvelle-Zélande - Tenant du titre
- Nouvelle-Calédonie
- Fidji

## Résultats
Les 4 équipes participantes sont réparties en une poule unique où chaque équipe rencontre ses adversaires une fois. À l'issue des rencontres, le premier de la poule se qualifie pour la Coupe du monde.
|   | Équipe             | Pts | J | G | N | P | BP | BC | Diff |
| - | ------------------ | --- | - | - | - | - | -- | -- | ---- |
| 1 | Tahiti             | 7   | 3 | 2 | 1 | 0 | 4  | 1  | +3   |
| 2 | Nouvelle-Calédonie | 5   | 3 | 1 | 2 | 0 | 5  | 2  | +3   |
| 3 | Nouvelle-Zélande   | 4   | 3 | 1 | 1 | 1 | 6  | 4  | +2   |
| 4 | Fidji              | 0   | 3 | 0 | 0 | 3 | 0  | 8  | -8   |

| 14 décembre 2008 | Nouvelle-Zélande   | 3 | 0 | Fidji              |
|                  | Tahiti             | 0 | 0 | Nouvelle-Calédonie |
| 16 décembre 2008 | Nouvelle-Calédonie | 3 | 0 | Fidji              |
|                  | Tahiti             | 2 | 1 | Nouvelle-Zélande   |
| 18 décembre 2008 | Nouvelle-Calédonie | 2 | 2 | Nouvelle-Zélande   |
|                  | Tahiti             | 2 | 0 | Fidji              |

- Tahiti se qualifie pour la Coupe du monde des moins de 20 ans.

## Sources et liens externes
- (en) Feuilles de matchs et infos sur RSSSF